# Bed In
Bed In (ベッド・イン) és un grup de música japonés fundat el 2012 d'estil pop, dance, synthpop i disco format per Kaori Masukodera i Mai Chūsonji.

## Història
El grup va ser fundat l'any 2012 per les seues integrants, les quals ja cantaven en els seus respectius grups, unint-se i creant aquest amb l'inspiració retro dels anys huitanta i noranta però amb tocs actuals. Tot i que el grup segueix en actiu, no han tret cap senzill des del 2017, no obstant això al 2019 va traure el seu album de covers de cançons famoses dels anys 80 i 90.

## Estil
El grup es basa en l'estètica, tant musical com a la performance de l'època de la bambolla econòmica japonesa, és a dir, l'època compresa entre finals de la dècada de 1980 i els principis de la dècada del 1990. Aquesta època és ben recordada, a més de per la seua estètica i moda, per ser la fi de l'era Shōwa (1926-1989) i el començament de l'era Heisei (1989-2019), on el Japó va patir un gran canvi social i econòmic amb el trencament de certes maneres d'entendre la vida i l'inici d'una forta crisi econòmica que duraria fins a principis de la dècada del 2000. Exemplifiquen i parodien el món de les discotèques i el bodycon de principis de l'era Heisei que es movien a Shibuya, Roppongi o Shibaura.

## Membres
- Kaori Masukodera (益子寺かおり): Vocalista. Abans de fundar i formar part de "Bed In" va ser part del grup "Yo-Say-Tachi".[4]
- Mai Chūsonji (中尊寺まい): Vocalista i guitarrista. Abans de formar part de "Bed In" va participar en el grup de rock psicodèlic "Rei no K".[4]

## Discografia

### Singles
| Nº | Llançament     | Llançament | Llançament                                                                                        |
| Nº | Data           | Any        | Single                                                                                            |
| -- | -------------- | ---------- | ------------------------------------------------------------------------------------------------- |
| 1  | 26 de març     | 2014       | "Wakeari DANCE Tatetsuite/POISON" (ワケあり DANCE たてついて / POISON〜プワゾン〜)                |
| 2  | 3 de juny      | 2015       | "♂ × ♀ × Pōkāgēmu / kie chau pāpurubatafurai" (♂×♀×ポーカーゲーム / 消えちゃうパープルバタフライ) |
| 3  | 25 de novembre | 2015       | "C-chō bi 〜 nasu! / ZIG ZAG hātobureiku" (C調び〜なす! / ZIG ZAG ハートブレイク)                 |
| 4  | 15 de febrer   | 2017       | "Otoko wa aitsu dakejanai" (男はアイツだけじゃない)                                               |
| 5  | 6 de setembre  | 2017       | "CO·CO·RO Graduation" (CO・CO・RO グラデーション)                                                 |

### Albums
| Nº | Llançament    | Llançament | Llançament                          |
| Nº | Data          | Any        | Album                               |
| -- | ------------- | ---------- | ----------------------------------- |
| 1  | 27 de juliol  | 2016       | RICH                                |
| 2  | 6 de desembre | 2017       | TOKYO                               |
| 3  | 3 d'abril     | 2019       | Endless Bubble〜Cover Songs vol.1〜 |
| 4  | 4 de març     | 2020       | ROCK                                |

## Participació en altres projectes
Les dues membres han participat en cinema així com en àlbums de fotografies. El grup va participar en el Festival d'Idols de Tòquio de 2016.